# Ueffelner Aue
Die Ueffelner Aue ist ein Nebenfluss der Hase.

## Geographie

### Verlauf
Die Ueffelner Aue beginnt im Bramscher Stadtteil Üffeln zwischen den Höhenzügen Gehn und Ankumer Höhe. Sie fließt zunächst in östlicher Richtung in das Tiefland der Hase. Rechtsseitig werden die im Gehn entspringenden Bäche Borgbeeke und Schnatbach aufgenommen.
Nördlich des Bramscher Stadtteils Hesepe bildet der Fluss abschnittsweise die Grenze zwischen der Gemeinde Alfhausen und der Stadt Bramsche. Hier werden von der von linken Seite der Graben A-Balkum und der Wasserwerksgraben aufgenommen. Von rechts münden der Uhlenbrockgraben und der Vogelpohlsgraben in die Aue. Nach der Unterquerung der Bundesstraße 68 verläuft die Ueffelner Aue parallel (östlich) zur Bahnstrecke Osnabrück-Oldenburg. Auf der anderen Seite der Bahnstrecke befindet sich der Stausee Alfsee. In diesem Abschnitt münden von links die Bäche Thiener Mühlenbach und Thiener Dorfgraben ein. Nach ein paar Kilometern wird die Bahnstrecke unterquert und die Ueffelner Aue folgt dem nordöstlichen Deichfuß des Alfsees und später des Reservebeckens. Hier mündet von links kommend der Alfhausener Dorfgraben oder auch Buschbach genannt ein. Nördlich des Reservebeckens mündet die Ueffelner Aue in den Ableiter des Alfsees.